# Per Julius Björlingsson
Per Julius Björlingsson, född 2 oktober 1772 i Vadstena, död 5 mars 1832 i Röks socken, Östergötlands län, var en svensk präst.

## Biografi
Per Julius Björlingsson föddes 1772 i Vadstena. Han var son till hospitalssysslomannen Carl Björling och Brita Westelius. Björlingsson blev 1792 student vid Uppsala universitet och prästvigdes 14 december 1797. Han blev 9 juli komminister i Vimmerby församling och tillträdde 1801. Björlingsson blev 27 juni komminister i Tjärstads församling och tillträdde genast. Han blev 16 augusti 1820 kyrkoherde i Röks församling och tillträdde 1822. Björlingsson blev 7 augusti 1830 prost och avled 1832 i Röks socken.
Björlingsson gifte sig 10 februari 1801 med Gustava Widman (1774–1857). Hon var dotter till Sven Johan Widman och Ingrid Helena Fabritius. De fick tillsammans barnen Helena Maria (1801–1801), Carl Julius (1803–1875) och Svante Peter (född 1806).